# Dirk Ossig
Dirk Ossig (* 14. Juni 1971 in Husum) ist ein deutscher Schauspieler, welcher sowohl im Kino und Fernsehen als auch im Theater aktiv ist.

## Leben
Ossig absolvierte sein Schauspielstudium von 1991 bis 1994 an der Hochschule für Musik und Theater Hamburg. Von 1994 bis 2001 spielte er am Thalia-Theater. Von 2001 bis 2002 war er beim Schauspiel Frankfurt tätig. Anschließend gehörte er zum Berliner Ensemble. 2007 wechselte er zum Bayerischen Staatsschauspiel im Münchner Residenztheater. Von 2011 bis 2015 hatte er ein Engagement beim Düsseldorfer Schauspielhaus.
An diesen Häusern arbeitete er u. a. mit Regisseuren wie Robert Wilson, Jürgen Gosch, Thomas Langhoff, Peter Stein, George Tabori, Jürgen Flimm, Alfred Kirchner, Andrea Breth, Claus Peymann und Dieter Dorn.
Seine ersten Auftritte als Fernsehschauspieler hatte Ossig 1997/98 in zwei ARD-Produktionen und in der ZDF-Serie Adelheid und ihre Mörder. 2001 wirkte er im Dokudrama Jud Süß – Ein Film als Verbrechen? mit. Von 2009 bis 2013 war er u. a. in Krimiserien wie Tatort, SOKO 5113 und Der Staatsanwalt zu sehen. 2015 spielte er eine Nebenrolle in der VOX-Serie Club der roten Bänder. In der Literaturverfilmung Das Tagebuch der Anne Frank, die im Frühjahr 2015 gedreht wurde und am 3. März 2016 in die Kinos kam, spielt Ossig den Gemüsehändler Hendrik van Hoeve, der die im Amsterdamer Hinterhaus versteckten Juden belieferte.

## Filmografie (Auswahl)
- 1996: Freunde fürs Leben – Brautentführung (Fernsehserie)
- 1996: Der Streit (Fernsehfilm)
- 1997: Evelyn Hamann's Geschichten aus dem Leben – Ausgesperrt und abgezockt/Bambi dreifach (Fernsehserie)
- 1997: Freier Fall (Fernsehfilm)
- 1998: Totalschaden (Fernsehfilm)
- 1998: Das Glück wohnt hinterm Deich (Fernsehfilm)
- 1998: Lisa Falk – Eine Frau für alle Fälle – Der letzte Besucher (Fernsehserie)
- 1998–2000: Adelheid und ihre Mörder (Fernsehserie, 3 Episoden)
- 1999: Dr. Robert Schumann, Teufelsromantiker (Fernsehfilm)
- 2001: Der Ermittler – Tödliche Schuld (Fernsehserie)
- 2001: Jud Süß – Ein Film als Verbrechen? (Fernsehfilm)
- 2001: Die Rettungsflieger – Todessturz (Fernsehserie)
- 2003: Leonce und Lena (Fernsehfilm)
- 2009: Tatort – Wir sind die Guten (Fernsehreihe)
- 2010–2012: SOKO 5113 (Fernsehserie, 2 Episoden, verschiedene Rollen)
- 2011: Unter Verdacht – Rückkehr (Fernsehreihe)
- 2012: Der Staatsanwalt – Spiel des Todes (Fernsehserie)
- 2012: In den besten Familien (Fernsehfilm)
- 2012: Heiraten ist auch keine Lösung (Fernsehfilm)
- 2013, 2020: SOKO Köln – Mord nach Mitternacht, Techtelmechtel (Fernsehserie)
- 2015: Club der roten Bänder (Fernsehserie, 2 Episoden)
- 2016: Das Tagebuch der Anne Frank (Kinofilm)
- 2017: Alarm für Cobra 11 – Die Autobahnpolizei – Eltern undercover (Fernsehserie)
- 2017: Der Tod und das Mädchen – Van Leeuwens dritter Fall (Fernsehfilm)
- 2018: Sankt Maik – Eine fast sichere Bank (Fernsehserie)
- 2018: Die Klempnerin – RTL (Fernsehserie)
- 2018: Brechts Dreigroschenfilm (Kinofilm)
- 2018: Wendy 2 – (Kinofilm)
- 2018: Die Schattenfreundin – ZDF (Fernsehfilm)
- 2018: Billy Kuckuck – Margot muss bleiben!
- 2019: Tatort: Weiter, immer weiter
- 2020:  Kroymann (Satiresendung, 1 Episode)
- 2020: Heldt – Beste Wohnlage (Fernsehserie)
- 2021: In aller Freundschaft – Die jungen Ärzte – Bleib dir treu (Fernsehserie)
- 2021: Finsteres Herz – Die Toten von Marnow 2 (Fernsehserie)
- 2021: Rentnercops – Entführt, Doppelt gestorben hält besser (Fernsehserie, 2 Folgen)
- 2022: Morden im Norden – Bennys Geheimnis (Fernsehserie)
- 2023: Bonn – Alte Freunde, neue Feinde (Fernsehserie)
- 2024: Mord mit Aussicht – Renate (Fernsehserie)
- 2024: Die Ermittlung